# Батюшков, Василий Дмитриевич
Василий Дмитриевич Батюшков (1868—1929) — русский агроном. Сын Д. Н. Батюшкова, внучатый племянник поэта К. Н. Батюшкова.

## Биография
Родился в Москве 14 (26) апреля 1868 года.

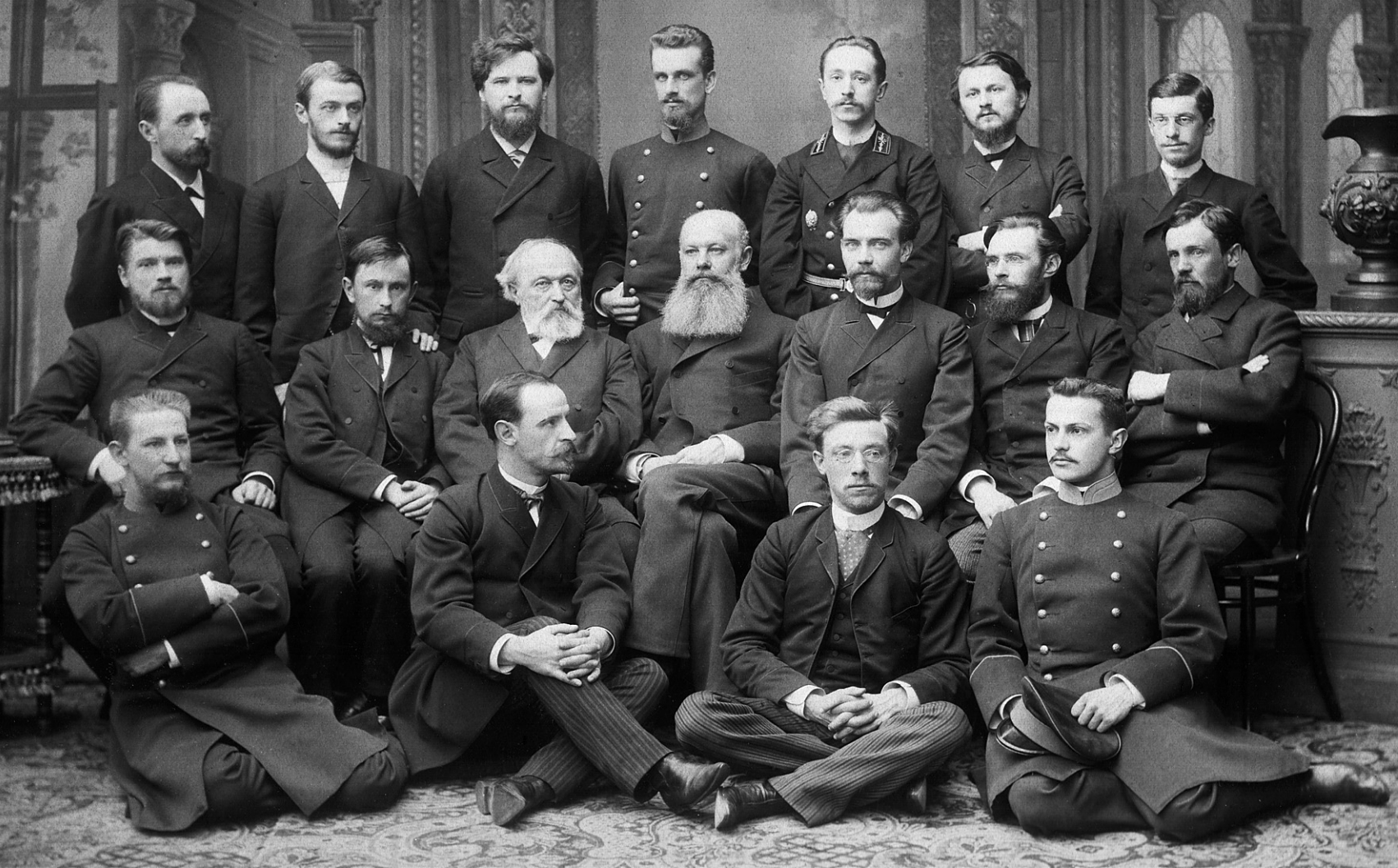
Среди учеников А. В. Советова и В. В. Докучаева

Окончил в 1890 году естественное отделение физико-математического факультета Санкт-Петербургского университета; его диссертационная работа «Культура растений бобовых» была отмечена золотой медалью.
Работая в министерстве сельского хозяйства, В. Д. Батюшков собрал материал, который использовал в своей работе «Свод статистических материалов, касающихся сельского населения европейской России» (1894); книга была признана неблагонадёжной и изъята из обращения.
С 26 марта 1908 года по 15 июля 1917 года был директором Императорского сельскохозяйственного музея в Санкт-Петербурге. В 1912—1913 годах он организовывал конкурсы сельхозмашин. 
По состоянию на 1915 год — камергер, статский советник.
После 1917 года состоял в комиссии «Электроплуг», в Тракторном комитете, сельскохозяйственной секции Госплана; разработал проекты по тракторизации и электрификации сельского хозяйства страны, сотрудничал при составлении плана ГОЭЛРО, предоставив ценные материалы по планированию электрификации сельского хозяйства. По его инициативе состоялся Всероссийский конкурс конструкторов электропахотных орудий.
В 1921—1922 годах В. Д. Батюшков выступил инициатором создания факультетов индустриального земледелия при высших технических учебных заведениях и первым начал читать курс по индустриализации сельского хозяйства в Петроградском политехническом институте.
Умер 13 марта 1929 года. Похоронен на Ваганьковском кладбище (18 уч.).

## Источник
- Бобров А. Энтузиаст механизации и электрификации сельского хозяйства